# Reither Spitze
La Reither Spitze est une montagne qui s’élève à 2 374 m d’altitude dans les Karwendel, en Autriche.